# Corâtna (rezervație entomologică)
Corâtna (în ucraineană Коритнівський ентомологічний заказник) este o rezervație entomologică de importanță locală din raionul Bârzula, regiunea Odesa (Ucraina), situată lângă satul Corâtna.
Suprafața ariei protejate constituie 25 de hectare, fiind creată în anul 1983 prin decizia comitetului executiv regional. Statul a fost acordat pentru protejarea habitatului albinelor polenizatoare sălbatice și zonele de semințe de ierburi perene. Potrivit unui studiu de mediu din 2003, teritoriul rezervației este de fapt un teren agricol, lucrările arabile începând aici cu aproape un deceniu în urmă. Pe teritoriul rezervației nu s-au găsit polenizatori, sau alte specii valoroase de insecte și specii valoroase de plante sălbatice. Prin urmare, valoarea rezervației se pierde.